# Літані
Літа́ні (араб. الليطاني) — річка у центральному й південному Лівані. Важлива водна артерія країни.

## Географія
Витікає з джерела аль-Уляйїк, розташованого в долині Бекаа на південний захід від міста Баальбек, довжина — 140 км, загальна площа басейну — близько 1940 км². Впадає до Середземного моря на північ від Тіра. На Литані розміщено дві греблі з великими водосховищами — Ель-Карун і Маркаба, що активно використовуються в електроенергетиці та іригації сільськогосподарських площ Південної Бекаа та південних прибережних районів. 

## Каскад ГЕС
Вода, захоплена у водосховищі Караун, по дериваційному туннелю живить каскад ГЕС у складі  ГЕС Маркабі, ГЕС Авалі та ГЕС Joun.

## Історія
За деякими даними, кордон стародавнього Ізраїлю проходили річкою Літані у нижній течії. 1978 року Ізраїль на три місяці окупував Південний Ліван до Літані, пояснюючи свої дії обстрілами й диверсійними акціями з боку палестинців з території Лівану.